# Théâtre municipal de Vaasa
Le théâtre municipal de Vaasa (finnois : Vaasan kaupunginteatteri) est un théâtre  situé à Vaasa en Finlande.

## Présentation
Le théâtre municipal est un théâtre professionnel de langue finnoise.
L'établissement dispose de : 
- la scène Roméo de 370 places,
- la scène Julia de 120 places,
- la scène restaurant Kulma.

La production théâtrale est diversifiée et le répertoire met l'accent sur le théâtre musical. 
Le théâtre municipal de Vaasa produit chaque année 6 à 8 premières, du drame à l'opéra.

## Personnel
Le théâtre emploie environ 70 années-personnes. 
En plus de son personnel permanent, le théâtre invite chaque année de nombreux artistes,.

### Directeur
- Seppo Välinen

### Concepteurs
- Sauli Perälä (chef d'orchestre)
- Maria Antman (scénographe)
- Paula Varis (costumière)
- Niklas Nybom (sonorisation)

### Acteurs
- Kirsi Asikainen
- Juha Ekola
- Emma-Sofia Hautala
- Petteri Hautala
- Jari Hietanen
- Ville Härkönen
- Toni Ikola
- Hannu Kivioja
- Anna Lemmetti-Vieri
- Timo Luoma
- Oiva Nuojua
- Tiia Ollikainen
- Jorma Tommila

### Metteurs en scène
Ces dernières années, le théâtre a employé plusieurs metteurs en scène : Taisto-Bertil Orsmaa (1976-1981 et 1991-1997), Ossi Räikkä (1981-1984), Marja-Leena Haapanen (1984-1990), Lasse Lindeman (1997-2001) , Markus Packalén (2001-2009), Erik Kiviniemi (2009-2019) et Seppo Välinen (depuis 2019). 
Le théâtre a été un acteur culturel important de la région avec des représentations qui ont  attiré l'attention à l'extérieur de Vaasa, comme Daniel Hjort de Taisto-Bertil Orsmaa (1978), l'interprétation par Mikko Roiha de la pièce Anna-Liisa de Minna Canth  (2003), Amadeus de Peter Shaffer  mis en scène par Mika Lehtinen et Tohvelinsankarin rouva réalisé par Katariina Lahti (2004).